# Physiographische Regionen der Erde nach Fenneman
Mit Physiographischen Regionen wird ein dreistufiges Modell zur Klassifizierung der Landformen der Erde bezeichnet. Es geht auf den US-amerikanischen Geologen Nevin M. Fenneman (1865 – 1945) zurück. 

## Ebenen
Die oberste Gliederungsebene enthält fünf „Kontinente“.  Die paläogeographische und plattentektonische Aspekte wie die gemeinschaftliche oder uneinheitliche Vergangenheit der einzelnen Kontinentalblöcke und ihrer Komponenten werden hierbei nicht berücksichtigt. Unterhalb der Kontinente folgen Divisions, dann die Provinces (Provinzen) und schließlich die Sections (Sektionen), entsprechend der Nomenklatur des United States Geological Survey.

## Klassifizierung

### Kontinente
- Afrika
- Amerika
- Antarktis
- Australien
- Eurasien
- Weltmeere

| Kontinent | Division                               | Provinz                                              | Sektion                                                                                         |
| --------- | -------------------------------------- | ---------------------------------------------------- | ----------------------------------------------------------------------------------------------- |
| Afrika    | Afrikanisches Alpidisches System       | Atlas                                                | Tell-Atlas/Mediterraner Atlas                                                                   |
| Afrika    | Afrikanisches Alpidisches System       | Atlas                                                | Südlicher Atlas                                                                                 |
| Afrika    | Afrikanisches Alpidisches System       | Atlas                                                | Innere Plateaus                                                                                 |
| Afrika    | Afrikanisches Alpidisches System       | Atlas                                                | Kanarische Inseln                                                                               |
| Afrika    | Afrikanischer Sockel (Niederafrika)    | Sahara                                               | Mittelsaharische Schwelle                                                                       |
| Afrika    | Afrikanischer Sockel                   | Sahara                                               | Encircling Plateaus And Lowlands                                                                |
| Afrika    | Afrikanischer Sockel                   | Sahara                                               | Mittelsaharische Ergs                                                                           |
| Afrika    | Afrikanischer Sockel                   | Sahara                                               | Westliche Sahara                                                                                |
| Afrika    | Afrikanischer Sockel                   | Sahara                                               | Östliche Sahara                                                                                 |
| Afrika    | Afrikanischer Sockel                   | Sudan                                                | Niger Becken                                                                                    |
| Afrika    | Afrikanischer Sockel                   | Sudan                                                | Tschadbecken                                                                                    |
| Afrika    | Afrikanischer Sockel                   | Sudan                                                | Becken des Weißen Nils                                                                          |
| Afrika    | Afrikanischer Sockel                   | Zentralafrika                                        | Nordguineaschwelle                                                                              |
| Afrika    | Afrikanischer Sockel                   | Zentralafrika                                        | Guineaküste                                                                                     |
| Afrika    | Afrikanischer Sockel                   | Zentralafrika                                        | Kamerun Hochland                                                                                |
| Afrika    | Afrikanischer Sockel                   | Zentralafrika                                        | Ubangi-Shari Hochland (Asandeschwelle)                                                          |
| Afrika    | Afrikanischer Sockel                   | Zentralafrika                                        | Südguineaschwelle                                                                               |
| Afrika    | Afrikanischer Sockel                   | Zentralafrika                                        | Küstenebene                                                                                     |
| Afrika    | Afrikanischer Sockel                   | Zentralafrika                                        | Kongobecken                                                                                     |
| Afrika    | Südliches Afrika                       | Südafrikanische Platform                             | Kalahari                                                                                        |
| Afrika    | Südliches Afrika                       | Lundaschwelle                                        |                                                                                                 |
| Afrika    | Südliches Afrika                       | Matabele Hochland                                    |                                                                                                 |
| Afrika    | Südliches Afrika                       | Veldt                                                |                                                                                                 |
| Afrika    | Südliches Afrika                       | Karoo (Karru)                                        |                                                                                                 |
| Afrika    | Südliches Afrika                       | Damara-Nama Hochland                                 |                                                                                                 |
| Afrika    | Südliches Afrika                       | Namib                                                |                                                                                                 |
| Afrika    | Südliches Afrika                       | Kapland                                              |                                                                                                 |
| Afrika    | Südliches Afrika                       | Natal Terrassen Gürtel                               |                                                                                                 |
| Afrika    | Südliches Afrika                       | Küstenebene vom Mosambik                             |                                                                                                 |
| Afrika    | Südliches Afrika                       | Madagaskar                                           |                                                                                                 |
| Afrika    | Östliches Hochafrika (Ostafrika)       | Großer Afrikanischer Grabenbruch (Great Rift Valley) | Küstenregion                                                                                    |
| Afrika    | Ostafrika                              | Great Rift Valley                                    | High Interior Plateau                                                                           |
| Afrika    | Ostafrika                              | Great Rift Valley                                    | Zentralafrikanischer Graben (Westliches Rift)                                                   |
| Afrika    | Ostafrika                              | Great Rift Valley                                    | Ostafrikanischer Graben (Östliches Rift)                                                        |
| Afrika    | Ostafrika                              | Abessinien                                           | Somalische Halbinsel                                                                            |
| Afrika    | Ostafrika                              | Abessinien                                           | Hochland von Äthiopien                                                                          |
| Afrika    | Ostafrika                              | Abessinien                                           | Äthiopischer Graben                                                                             |
| Afrika    | Ostafrika                              | Abessinien                                           | Etbai Kette                                                                                     |
| Amerika   | Appalachen                             | Atlantic Coast Uplands                               |                                                                                                 |
| Amerika   | Appalachen                             | Eastern Newfoundland Atlantic                        |                                                                                                 |
| Amerika   | Appalachen                             | Maritime Acadian Highlands                           |                                                                                                 |
| Amerika   | Appalachen                             | Maritime Plain                                       |                                                                                                 |
| Amerika   | Appalachen                             | Notre Dame And Megantic Mountains                    |                                                                                                 |
| Amerika   | Appalachen                             | Western Newfoundland Mountains                       | Newfoundland Highlands                                                                          |
| Amerika   | Appalachen                             | Western Newfoundland Mountains                       | Newfoundland Coastal Lowland                                                                    |
| Amerika   | Appalachen                             | Piedmont                                             | Piedmont Upland                                                                                 |
| Amerika   | Appalachen                             | Piedmont                                             | Piedmont Lowlands                                                                               |
| Amerika   | Appalachen                             | Blue Ridge Mountains                                 | Nord Sektion                                                                                    |
| Amerika   | Appalachen                             | Blue Ridge Mountains                                 | Süd Sektion                                                                                     |
| Amerika   | Appalachen                             | Ridge-and-Valley-Zone                                | Tennessee Sektion                                                                               |
| Amerika   | Appalachen                             | Ridge-and-Valley-Zone                                | Mittel Sektion                                                                                  |
| Amerika   | Appalachen                             | Ridge-and-Valley-Zone                                | Hudson Valley                                                                                   |
| Amerika   | Appalachen                             | Saint Lawrence River Valley                          | Champlain Valley                                                                                |
| Amerika   | Appalachen                             | Saint Lawrence River Valley                          | Nord Sektion                                                                                    |
| Amerika   | Appalachen                             | Appalachen-Plateau                                   | Mohawk                                                                                          |
| Amerika   | Appalachen                             | Appalachen-Plateau                                   | Catskill Mountains                                                                              |
| Amerika   | Appalachen                             | Appalachen-Plateau                                   | Southern New York section                                                                       |
| Amerika   | Appalachen                             | Appalachian Plateau                                  | Allegheny Mountains                                                                             |
| Amerika   | Appalachen                             | Appalachen-Plateau                                   | Kanawha                                                                                         |
| Amerika   | Appalachen                             | Appalachen-Plateau                                   | Cumberland Plateau                                                                              |
| Amerika   | Appalachen                             | Appalachen-Plateau                                   | Cumberland Mountains                                                                            |
| Amerika   | Appalachen                             | New England province                                 | Seaboard Lowland section                                                                        |
| Amerika   | Appalachen                             | New England province                                 | New England Upland section                                                                      |
| Amerika   | Appalachen                             | New England province                                 | White Mountains                                                                                 |
| Amerika   | Appalachen                             | New England province                                 | Green Mountains                                                                                 |
| Amerika   | Appalachen                             | New England province                                 | Taconic Mountains                                                                               |
| Amerika   | Arktisches Tiefland                    | Ostteil                                              |                                                                                                 |
| Amerika   | Arktisches Tiefland                    | Westteil                                             |                                                                                                 |
| Amerika   | Atlantische Ebene                      | Kontinentalschelf                                    |                                                                                                 |
| Amerika   | Atlantische Ebene                      | Küstenebene                                          | Embayed section                                                                                 |
| Amerika   | Atlantische Ebene                      | Küstenebene                                          | Sea Island section                                                                              |
| Amerika   | Atlantische Ebene                      | Küstenebene                                          | Floridian section                                                                               |
| Amerika   | Atlantische Ebene                      | Küstenebene                                          | East Gulf Coastal Plain                                                                         |
| Amerika   | Atlantische Ebene                      | Küstenebene                                          | Mississippi Alluvial Plain                                                                      |
| Amerika   | Atlantische Ebene                      | Küstenebene                                          | West Gulf Coastal Plain                                                                         |
| Amerika   | Atlantische Ebene                      | Küstenebene                                          | Gulf Coast Plain And Yucatan Peninsula                                                          |
| Amerika   | Kanadischer Schild                     | Laurentisches Hochland                               |                                                                                                 |
| Amerika   | Kanadischer Schild                     | Adirondack Mountains                                 |                                                                                                 |
| Amerika   | Kanadischer Schild                     | Kazan                                                |                                                                                                 |
| Amerika   | Kanadischer Schild                     | Davis                                                |                                                                                                 |
| Amerika   | Kanadischer Schild                     | Hudson                                               | Hudson Bay Tiefland                                                                             |
| Amerika   | Kanadischer Schild                     | James                                                |                                                                                                 |
| Amerika   | Innuitian Region                       | Eastern High Arctic Glacier                          |                                                                                                 |
| Amerika   | Innuitian Region                       | Western High Arctic                                  |                                                                                                 |
| Amerika   | Inneres Hochland                       | Ozark-Plateau                                        | Springfield-Salem Plateaus                                                                      |
| Amerika   | Inneres Hochland                       | Ozark-Plateau                                        | Boston Mountains                                                                                |
| Amerika   | Inneres Hochland                       | Ouachita province                                    | Arkansas Valley                                                                                 |
| Amerika   | Inneres Hochland                       | Ouachita province                                    | Ouachita Mountains                                                                              |
| Amerika   | Innere Tiefebene                       | Innere niedrige Plateaus                             | Highland Rim                                                                                    |
| Amerika   | Innere Tiefebene                       | Innere niedrige Plateaus                             | Lexington Plain                                                                                 |
| Amerika   | Innere Tiefebene                       | Innere niedrige Plateaus                             | Nashville Becken                                                                                |
| Amerika   | Innere Tiefebene                       | Great Plains                                         | Missouri Plateau, vergletschert                                                                 |
| Amerika   | Innere Tiefebene                       | Great Plains                                         | Missouri Plateau, unvergletschert                                                               |
| Amerika   | Innere Tiefebene                       | Great Plains                                         | Black Hills                                                                                     |
| Amerika   | Innere Tiefebene                       | Great Plains                                         | High Plains                                                                                     |
| Amerika   | Innere Tiefebene                       | Great Plains                                         | Plains Border                                                                                   |
| Amerika   | Innere Tiefebene                       | Great Plains                                         | Arctic Coastal Plain                                                                            |
| Amerika   | Innere Tiefebene                       | Great Plains                                         | Colorado Piedmont                                                                               |
| Amerika   | Innere Tiefebene                       | Great Plains                                         | Raton section                                                                                   |
| Amerika   | Innere Tiefebene                       | Great Plains                                         | Pecos Valley                                                                                    |
| Amerika   | Innere Tiefebene                       | Great Plains                                         | Edwards Plateau                                                                                 |
| Amerika   | Innere Tiefebene                       | Great Plains                                         | Central Texas section                                                                           |
| Amerika   | Innere Tiefebene                       | Zentrales Tiefland                                   | Dissected Till Plains                                                                           |
| Amerika   | Innere Tiefebene                       | Zentrales Tiefland                                   | Eastern Lake section                                                                            |
| Amerika   | Innere Tiefebene                       | Zentrales Tiefland                                   | Osage Plains                                                                                    |
| Amerika   | Innere Tiefebene                       | Zentrales Tiefland                                   | Till Plains                                                                                     |
| Amerika   | Innere Tiefebene                       | Zentrales Tiefland                                   | Western Lake section                                                                            |
| Amerika   | Innere Tiefebene                       | Zentrales Tiefland                                   | Wisconsin Driftless section                                                                     |
| Amerika   | Innere Tiefebene                       | Mackenzie River Delta                                | Mackenzie River                                                                                 |
| Amerika   | Innere Tiefebene                       | Mackenzie River Delta                                | Yukon Coastal Plain                                                                             |
| Amerika   | Innere Tiefebene                       | Manitoba Lowlands                                    |                                                                                                 |
| Amerika   | Innere Tiefebene                       | Northern Boreal Plains                               | Great Slave Plain                                                                               |
| Amerika   | Innere Tiefebene                       | Northern Boreal Plains                               | Great Bear Plain                                                                                |
| Amerika   | Innere Tiefebene                       | Northern Boreal Plains                               | Anderson Plain                                                                                  |
| Amerika   | Innere Tiefebene                       | Northern Boreal Plains                               | Peel Plain And Plateau                                                                          |
| Amerika   | Innere Tiefebene                       | Northern Boreal Plains                               | Colville Hills                                                                                  |
| Amerika   | Innere Tiefebene                       | Prairie Grasslands                                   | Alberta Plain                                                                                   |
| Amerika   | Innere Tiefebene                       | Prairie Grasslands                                   | Saskatchewan Hills                                                                              |
| Amerika   | Innere Tiefebene                       | Southern Boreal Plains And Plateaux                  | Alberta Plateau                                                                                 |
| Amerika   | Innere Tiefebene                       | Southern Boreal Plains And Plateaux                  | Saskatchewan Plain                                                                              |
| Amerika   | Intermontane Plateaus                  | Columbia River Plateau                               | Walla Walla Plateau                                                                             |
| Amerika   | Intermontane Plateaus                  | Columbia River Plateau                               | Blue Mountains                                                                                  |
| Amerika   | Intermontane Plateaus                  | Columbia River Plateau                               | Payette River section                                                                           |
| Amerika   | Intermontane Plateaus                  | Columbia River Plateau                               | Snake River Plain                                                                               |
| Amerika   | Intermontane Plateaus                  | Columbia River Plateau                               | Harney Basin                                                                                    |
| Amerika   | Intermontane Plateaus                  | Colorado-Plateau                                     | High Plateaus Of Utah                                                                           |
| Amerika   | Intermontane Plateaus                  | Colorado-Plateau                                     | Uintah Basin                                                                                    |
| Amerika   | Intermontane Plateaus                  | Colorado-Plateau                                     | Canyon Lands                                                                                    |
| Amerika   | Intermontane Plateaus                  | Colorado-Plateau                                     | Navajo section                                                                                  |
| Amerika   | Intermontane Plateaus                  | Colorado-Plateau                                     | Grand Canyon section                                                                            |
| Amerika   | Intermontane Plateaus                  | Colorado-Plateau                                     | Datil-Mogollon Section                                                                          |
| Amerika   | Intermontane Plateaus                  | Colorado-Plateau                                     | Acoma-Zuni Section                                                                              |
| Amerika   | Intermontane Plateaus                  | Basin and Range                                      | Großes Becken                                                                                   |
| Amerika   | Intermontane Plateaus                  | Basin and Range                                      | Sonora-Wüste                                                                                    |
| Amerika   | Intermontane Plateaus                  | Basin and Range                                      | Salton Trough                                                                                   |
| Amerika   | Intermontane Plateaus                  | Basin and Range                                      | Mexican Highland                                                                                |
| Amerika   | Intermontane Plateaus                  | Basin and Range                                      | Sacramento section                                                                              |
| Amerika   | Intermontane Plateaus                  | Basin and Range                                      | Mexican Altiplano                                                                               |
| Amerika   | Intermontane Plateaus                  | Northern Plateaus                                    | Interior Plateau                                                                                |
| Amerika   | Intermontane Plateaus                  | Yukon-Tanana Uplands                                 | Yukon Plateau                                                                                   |
| Amerika   | Intermontane Plateaus                  | Yukon-Tanana Uplands                                 | Cassiar Mountains                                                                               |
| Amerika   | Intermontane Plateaus                  | Yukon-Tanana Uplands                                 | Skeena Mountains                                                                                |
| Amerika   | Intermontane Plateaus                  | Yukon-Tanana Uplands                                 | Liard Plain                                                                                     |
| Amerika   | Intermontane Plateaus                  | Yukon-Tanana Uplands                                 | Hyland Plateau                                                                                  |
| Amerika   | Intermontane Plateaus                  | Yukon-Tanana Uplands                                 | Pelly Mountains                                                                                 |
| Amerika   | Pazifische Kordillere                  | Cascade-Sierra Mountains                             | Northern Cascade Mountains s. a. Liste der Gebirgsketten an der nordamerikanischen Pazifikküste |
| Amerika   | Pazifische Kordillere                  | Cascade-Sierra Mountains                             | Middle Cascade Mountains                                                                        |
| Amerika   | Pazifische Kordillere                  | Cascade-Sierra Mountains                             | Southern Cascade Mountains                                                                      |
| Amerika   | Pazifische Kordillere                  | Cascade-Sierra Mountains                             | Sierra Nevada                                                                                   |
| Amerika   | Pazifische Kordillere                  | Pacific Border province                              | Puget Sound                                                                                     |
| Amerika   | Pazifische Kordillere                  | Pacific Border province                              | Olympic Mountains                                                                               |
| Amerika   | Pazifische Kordillere                  | Pacific Border province                              | Oregon Coast Range                                                                              |
| Amerika   | Pazifische Kordillere                  | Pacific Border province                              | Klamath Mountains (Salmon Mountains)                                                            |
| Amerika   | Pazifische Kordillere                  | Pacific Border province                              | Central Valley                                                                                  |
| Amerika   | Pazifische Kordillere                  | Pacific Border province                              | California Coast Ranges                                                                         |
| Amerika   | Pazifische Kordillere                  | Pacific Border province                              | Los Angeles Ranges) (Transverse Ranges)                                                         |
| Amerika   | Pazifische Kordillere                  | Pacific Border province                              | Aleuten                                                                                         |
| Amerika   | Pazifische Kordillere                  | Pacific Border province                              | Boundary Ranges                                                                                 |
| Amerika   | Pazifische Kordillere                  | Baja California (Peninsular Ranges)                  |                                                                                                 |
| Amerika   | Rocky Mountains                        | Wyoming Basin                                        |                                                                                                 |
| Amerika   | Rocky Mountains                        | Columbia Mountains                                   | Columbia Highlands                                                                              |
| Amerika   | Rocky Mountains                        | Columbia Mountains                                   | Interior Plateau                                                                                |
| Amerika   | Rocky Mountains                        | Columbia Mountains                                   | Southern Rocky Mountain Trench                                                                  |
| Amerika   | Rocky Mountains                        | Arctic Mountains                                     |                                                                                                 |
| Amerika   | Rocky Mountains                        | Arctic Mountains                                     | Brooks Range                                                                                    |
| Amerika   | Rocky Mountains                        | Arctic Mountains                                     | Arctic Foothills                                                                                |
| Amerika   | Rocky Mountains                        | Northern Rocky Mountains                             |                                                                                                 |
| Amerika   | Rocky Mountains                        | Middle Rocky Mountains                               |                                                                                                 |
| Amerika   | Rocky Mountains                        | Southern Rocky Mountains                             |                                                                                                 |
| Amerika   | Sierra Madre Mountains                 | Sierra Madre Occidental                              | Lava (Rhyolite) Plateau                                                                         |
| Amerika   | Sierra Madre Mountains                 | Sierra Madre Occidental                              | Sonoran High Ranges                                                                             |
| Amerika   | Sierra Madre Mountains                 | Sierra Madre Occidental                              | Eastern Upland With Basins                                                                      |
| Amerika   | Sierra Madre Mountains                 | Sierra Madre Oriental                                | Northern section                                                                                |
| Amerika   | Sierra Madre Mountains                 | Sierra Madre Oriental                                | The High Sierra                                                                                 |
| Amerika   | Sierra Madre Mountains                 | Sierra Madre Oriental                                | Cross Ranges                                                                                    |
| Amerika   | Sierra Madre Mountains                 | Sierra Madre Oriental                                | Lower Ranges                                                                                    |
| Amerika   | Sierra Madre Mountains                 | Sierra Madre del Sur                                 | Balsas-Mexcala Basin                                                                            |
| Amerika   | Sierra Madre Mountains                 | Sierra Madre del Sur                                 | Oaxaca Upland                                                                                   |
| Amerika   | Sierra Madre Mountains                 | Sierra Madre del Sur                                 | Northeast Folded Ranges                                                                         |
| Amerika   | Sierra Madre Mountains                 | Sierra Madre del Sur                                 | Southern Slope                                                                                  |
| Amerika   | Sierra Madre Mountains                 | Sierra Madre del Sur                                 | Northern section                                                                                |
| Amerika   | Sierra Madre Mountains                 | Trans-Mexican Volcanic Belt                          |                                                                                                 |
| Amerika   | Sierra Madre Mountains                 | Southern Mexican Highlands                           |                                                                                                 |
| Amerika   | Baja California                        | Southern Horst                                       |                                                                                                 |
| Amerika   | Baja California                        | Llano De La Magdalena                                |                                                                                                 |
| Amerika   | Baja California                        | Colorado Delta                                       |                                                                                                 |
| Amerika   | The Buried Ranges                      | Sonora-Wüste                                         |                                                                                                 |
| Amerika   | The Buried Ranges                      | Deltas                                               |                                                                                                 |
| Amerika   | The Buried Ranges                      | Sinaloa Coast                                        |                                                                                                 |
| Amerika   | The Buried Ranges                      | Piedmont Ranges                                      |                                                                                                 |
| Amerika   | Central Mesa                           |                                                      |                                                                                                 |
| Amerika   | Gulf Coastal Lowland                   |                                                      |                                                                                                 |
| Amerika   | Neovolcanic Plateau                    |                                                      |                                                                                                 |
| Amerika   | Chiapas-Guatemala Highlands            |                                                      |                                                                                                 |
| Amerika   | Gulf Coast Plain And Yucatan Peninsula | Pitted Lowlands                                      |                                                                                                 |
| Amerika   | Gulf Coast Plain And Yucatan Peninsula | Yucatan Platform                                     |                                                                                                 |
| Amerika   | Gulf Coast Plain And Yucatan Peninsula | East Coast                                           |                                                                                                 |
| Amerika   | Anden                                  | Nordanden                                            | Cordillera Occidental (Ecuador) und Cordillera Occidental (Bolivien)                            |
| Amerika   | Anden                                  | Nordanden                                            | Cordillera Central                                                                              |
| Amerika   | Anden                                  | Nordanden                                            | Cordillera Oriental                                                                             |
| Amerika   | Anden                                  | Nordanden                                            | Magdalena Becken                                                                                |
| Amerika   | Anden                                  | Nordanden                                            | Maracaibo Becken                                                                                |
| Amerika   | Anden                                  | Zentralanden                                         | Cordillera Occidental                                                                           |
| Amerika   | Anden                                  | Zentralanden                                         | Atacamawüste                                                                                    |
| Amerika   | Anden                                  | Zentralanden                                         | Altiplano                                                                                       |
| Amerika   | Anden                                  | Zentralanden                                         | Cordillera Oriental                                                                             |
| Amerika   | Anden                                  | Südanden                                             | Fuegian Andes                                                                                   |
| Amerika   | Anden                                  | Zentralanden                                         | Patagonische Anden                                                                              |
| Amerika   | Anden                                  | Zentralanden                                         | Anden-Piedmont                                                                                  |
| Amerika   | Brasilianisches Bergland               | Brazilian Oldland                                    |                                                                                                 |
| Amerika   | Brasilianisches Bergland               | Goiás Massiv                                         |                                                                                                 |
| Amerika   | Brasilianisches Bergland               | Mato-Grosso-Plateau                                  |                                                                                                 |
| Amerika   | Brasilianisches Bergland               | Guayanischer Schild                                  |                                                                                                 |
| Amerika   | Brasilianisches Bergland               | Chiquitos Plateau                                    |                                                                                                 |
| Amerika   | Brasilianisches Bergland               | Parana Plateau                                       |                                                                                                 |
| Amerika   | Brasilianisches Bergland               | Küstenebene                                          |                                                                                                 |
| Amerika   | Guayanischer Schild                    | Küstenebene                                          |                                                                                                 |
| Amerika   | Amazonastiefland                       | Llanos De Mojos                                      |                                                                                                 |
| Amerika   | Orinoco-Becken                         |                                                      |                                                                                                 |
| Amerika   | Parana-Paraguay-Ebene                  | Gran Chaco                                           |                                                                                                 |
| Amerika   | Parana-Paraguay-Ebene                  | Pantanal                                             |                                                                                                 |
| Amerika   | Parana-Paraguay-Ebene                  | Argentinisch-Mesopotamien                            |                                                                                                 |
| Amerika   | Parana-Paraguay-Ebene                  | Pampas                                               |                                                                                                 |
| Amerika   | Parana-Paraguay-Ebene                  | Monte                                                |                                                                                                 |
| Amerika   | Patagonien                             |                                                      |                                                                                                 |
| Australia | West Australischer Schild              | Yilgarn Block                                        | Stirling-Mount Barren Block                                                                     |
| Australia | West Australischer Schild              | Yilgarn Block                                        | Darling Hills                                                                                   |
| Australia | West Australischer Schild              | Yilgarn Block                                        | Recherche Shelf                                                                                 |
| Australia | West Australischer Schild              | Donnybrook Sunkland                                  | Naturaliste-Leeuwin Horst                                                                       |
| Australia | West Australischer Schild              | Swan Coastal Belt                                    |                                                                                                 |
| Australia | West Australischer Schild              | Swan Coastal Belt                                    | Dandaragan Plateau                                                                              |
| Australia | West Australischer Schild              | Swan Coastal Belt                                    | Greenough Block                                                                                 |
| Australia | West Australischer Schild              | Swan Coastal Belt                                    | Rottnest-Abrolhos Shelf                                                                         |
| Australia | West Australischer Schild              | Carnarvon Basin                                      | Shark Bay-Byro Plains                                                                           |
| Australia | West Australischer Schild              | Nullagine Platform                                   | Pilbara Block                                                                                   |
| Australia | West Australischer Schild              | Nullagine Platform                                   | Fortescue Rift                                                                                  |
| Australia | West Australischer Schild              | Nullagine Platform                                   | Hamersley Plateau                                                                               |
| Australia | West Australischer Schild              | Nullagine Platform                                   | Onslow Coastal Plain                                                                            |
| Australia | West Australischer Schild              | Nullagine Platform                                   | Dampier Rise                                                                                    |
| Australia | West Australischer Schild              | Canning Basin                                        |                                                                                                 |
| Australia | West Australischer Schild              | Canning Basin                                        | Pindan Country                                                                                  |
| Australia | West Australischer Schild              | Canning Basin                                        | Fitzroy Valley                                                                                  |
| Australia | West Australischer Schild              | Canning Basin                                        | Rowley Depression                                                                               |
| Australia | West Australischer Schild              | Kimberly Block                                       | King Leopold Range                                                                              |
| Australia | West Australischer Schild              | Kimberly Block                                       | Durack Range                                                                                    |
| Australia | West Australischer Schild              | Kimberly Block                                       | Leveque Rise                                                                                    |
| Australia | West Australischer Schild              | Kimberly Block                                       | Browse Depression                                                                               |
| Australia | West Australischer Schild              | Kimberly Block                                       | Londonderry Rise                                                                                |
| Australia | West Australischer Schild              | Antrim Region                                        | Ord Basin                                                                                       |
| Australia | West Australischer Schild              | Antrim Region                                        | Cambridge Gulf Lowlands                                                                         |
| Australia | West Australischer Schild              | Antrim Region                                        | Bonaparte Depression                                                                            |
| Australia | West Australischer Schild              | Arnhem Block                                         | Pine Creek Belt                                                                                 |
| Australia | West Australischer Schild              | Arnhem Block                                         | Van Dieman Rise                                                                                 |
| Australia | West Australischer Schild              | Arnhem Block                                         | Arafura Shelf                                                                                   |
| Australia | West Australischer Schild              | Arnhem Block                                         | Wessel Rise                                                                                     |
| Australia | West Australischer Schild              | Arunta-Sturt Block                                   |                                                                                                 |
| Australia | West Australischer Schild              | Barkly Tableland                                     | Mueller Plateau                                                                                 |
| Australia | West Australischer Schild              | Barkly Tableland                                     | Sandover-Pituri Platform                                                                        |
| Australia | West Australischer Schild              | Mount Isa-Cloncurry Fold Belt                        |                                                                                                 |
| Australia | West Australischer Schild              | MacDonnell Fold Belt                                 |                                                                                                 |
| Australia | West Australischer Schild              | Amadeus Sunkland                                     |                                                                                                 |
| Australia | West Australischer Schild              | Musgrave Block                                       |                                                                                                 |
| Australia | West Australischer Schild              | Nurrari Plain                                        |                                                                                                 |
| Australia | West Australischer Schild              | Eucla Basin                                          | Eyre Coastal Plain                                                                              |
| Australia | West Australischer Schild              | Eucla Basin                                          | Eucla Shelf                                                                                     |
| Australia | West Australischer Schild              | Gawler Block                                         |                                                                                                 |
| Australia | West Australischer Schild              | Gawler Block                                         | Stuart Range Basin                                                                              |
| Australia | West Australischer Schild              | Gawler Block                                         | Pimba Platform                                                                                  |
| Australia | West Australischer Schild              | South Australian Shatter Belt                        | Torrens Graben                                                                                  |
| Australia | West Australischer Schild              | South Australian Shatter Belt                        | Spencer Graben                                                                                  |
| Australia | West Australischer Schild              | South Australian Shatter Belt                        | Vincent Graben                                                                                  |
| Australia | West Australischer Schild              | South Australian Shatter Belt                        | Yorke Horst                                                                                     |
| Australia | West Australischer Schild              | South Australian Shatter Belt                        | Frome Graben                                                                                    |
| Australia | West Australischer Schild              | Willyama Block                                       |                                                                                                 |
| Australia | East Australian Basins                 | Carpentaria Basin                                    |                                                                                                 |
| Australia | East Australian Basins                 | Carpentaria Basin                                    | Gulf of Carpentaria                                                                             |
| Australia | East Australian Basins                 | Carpentaria Basin                                    | Kynuna Platform                                                                                 |
| Australia | East Australian Basins                 | Great Artesian Basin                                 |                                                                                                 |
| Australia | East Australian Basins                 | Great Artesian Basin                                 | Wilcannia Threshold                                                                             |
| Australia | East Australian Basins                 | Murray Basin                                         |                                                                                                 |
| Australia | East Australian Basins                 | Murray Basin                                         | Naracoorte Platform                                                                             |
| Australia | East Australian Basins                 | Murray Basin                                         | Encounter Shelf                                                                                 |
| Australia | Australische Kordillere                | Cape York Platform                                   |                                                                                                 |
| Australia | Australische Kordillere                | Cape York Platform                                   | Coen Belt                                                                                       |
| Australia | East Australian Cordillera             | Cape York Platform                                   | Torres Strait Islands                                                                           |
| Australia | East Australian Cordillera             | Etheridge Dome                                       |                                                                                                 |
| Australia | East Australian Cordillera             | North Queensland Highlands                           |                                                                                                 |
| Australia | East Australian Cordillera             | North Queensland Highlands                           | Chillagoe Belt                                                                                  |
| Australia | East Australian Cordillera             | North Queensland Highlands                           | Normanby Platform                                                                               |
| Australia | East Australian Cordillera             | North Queensland Highlands                           | Atherton Tableland                                                                              |
| Australia | East Australian Cordillera             | North Queensland Highlands                           | Mount Emu Lava Plains                                                                           |
| Australia | East Australian Cordillera             | North Queensland Highlands                           | Cairns Littoral                                                                                 |
| Australia | East Australian Cordillera             | Great Barrier Reef                                   |                                                                                                 |
| Australia | East Australian Cordillera             | Great Barrier Reef                                   | Murray Islands                                                                                  |
| Australia | East Australian Cordillera             | Central Queensland Highlands                         | Bowen-Springsure Belt                                                                           |
| Australia | East Australian Cordillera             | Central Queensland Highlands                         | Buckland Basalt Tablelands                                                                      |
| Australia | East Australian Cordillera             | Rockhampton-Brisbane Belt                            | Maryborough Basin                                                                               |
| Australia | East Australian Cordillera             | Rockhampton-Brisbane Belt                            | Toowoomba Basalt Plateaus                                                                       |
| Australia | East Australian Cordillera             | New England Block                                    |                                                                                                 |
| Australia | East Australian Cordillera             | New England Block                                    | Clarence Basin                                                                                  |
| Australia | East Australian Cordillera             | Hunter-Hawkesbury Sunkland                           |                                                                                                 |
| Australia | East Australian Cordillera             | Hunter-Hawkesbury Sunkland                           | Sydney Basin                                                                                    |
| Australia | East Australian Cordillera             | Hunter-Hawkesbury Sunkland                           | Warrumbungle-Liverpool Basalt Ranges                                                            |
| Australia | East Australian Cordillera             | Hunter-Hawkesbury Sunkland                           | Blue Mountains                                                                                  |
| Australia | East Australian Cordillera             | Central Highlands Of New South Wales                 |                                                                                                 |
| Australia | East Australian Cordillera             | Central Highlands Of New South Wales                 | Western Slopes                                                                                  |
| Australia | East Australian Cordillera             | Cobar Platform                                       |                                                                                                 |
| Australia | East Australian Cordillera             | Kosciusko Massif                                     |                                                                                                 |
| Australia | East Australian Cordillera             | Kosciusko Massif                                     | Gourock-Monaro Belt                                                                             |
| Australia | East Australian Cordillera             | Eastern Victorian Highlands                          |                                                                                                 |
| Australia | East Australian Cordillera             | Western Victorian Highlands                          |                                                                                                 |
| Australia | East Australian Cordillera             | Western Victorian Highlands                          | Grampians                                                                                       |
| Australia | East Australian Cordillera             | Western Basalt Plains Of Victoria                    |                                                                                                 |
| Australia | East Australian Cordillera             | Western Basalt Plains Of Victoria                    | Otway Hills                                                                                     |
| Australia | East Australian Cordillera             | Gippsland                                            | South Gippsland Hills                                                                           |
| Australia | East Australian Cordillera             | Gippsland                                            | Port Phillip Sunkland                                                                           |
| Australia | East Australian Cordillera             | Western Tasmanian Highlands                          |                                                                                                 |
| Australia | East Australian Cordillera             | Western Tasmanian Highlands                          | Central Tasmanian Plateau                                                                       |
| Australia | East Australian Cordillera             | Bass-Midland Graben                                  |                                                                                                 |
| Australia | East Australian Cordillera             | Bass-Midland Graben                                  | Bass Strait                                                                                     |
| Australia | East Australian Cordillera             | Ben Lomond Block                                     |                                                                                                 |
| Eurasien  | Baltischer Schild                      | Norway Upland                                        |                                                                                                 |
| Eurasien  | Baltischer Schild                      | Swedish Lowland                                      |                                                                                                 |
| Eurasien  | Baltischer Schild                      | Lake Region                                          |                                                                                                 |
| Eurasien  | Baltischer Schild                      | Karelian Trough                                      |                                                                                                 |
| Eurasien  | Baltischer Schild                      | English Lowlands                                     |                                                                                                 |
| Eurasien  | Mitteleuropäische Hochländer           | Hibernian Uplands                                    |                                                                                                 |
| Eurasien  | Mitteleuropäische Hochländer           | Cornish-Welsh Uplands                                |                                                                                                 |
| Eurasien  | Mitteleuropäische Hochländer           | Pennines                                             |                                                                                                 |
| Eurasien  | Mitteleuropäische Hochländer           | Scottish Highlands                                   |                                                                                                 |
| Eurasien  | Mitteleuropäische Hochländer           | Armorikanisches Massiv                               |                                                                                                 |
| Eurasien  | Mitteleuropäische Hochländer           | Zentralmassiv (Massif Central)                       |                                                                                                 |
| Eurasien  | Mitteleuropäische Hochländer           | Iberische Meseta                                     |                                                                                                 |
| Eurasien  | Mitteleuropäische Hochländer           | Jura                                                 |                                                                                                 |
| Eurasien  | Mitteleuropäische Hochländer           | Vogesen und Schwarzwald                              |                                                                                                 |
| Eurasien  | Mitteleuropäische Hochländer           | Schweizerisch-Bayrisches Plateau                     |                                                                                                 |
| Eurasien  | Mitteleuropäische Hochländer           | Böhmische Masse                                      |                                                                                                 |
| Eurasien  | Mitteleuropäische Hochländer           | Kantabrisches Gebirge                                |                                                                                                 |
| Eurasien  | Alpidisches System                     | Pyrenäen                                             |                                                                                                 |
| Eurasien  | Alpidisches System                     | Alpen                                                | Southern Alps                                                                                   |
| Eurasien  | Alpidisches System                     | Alpen                                                | Western Alps                                                                                    |
| Eurasien  | Alpidisches System                     | Alpen                                                | Eastern Alps                                                                                    |
| Eurasien  | Alpidisches System                     | Alpen                                                | Kantabrisches Gebirge                                                                           |
| Eurasien  | Alpidisches System                     | Apennines                                            |                                                                                                 |
| Eurasien  | Alpidisches System                     | Ebro Lowlands                                        |                                                                                                 |
| Eurasien  | Alpidisches System                     | Volcanic Lowlands                                    |                                                                                                 |
| Eurasien  | Alpidisches System                     | Spanish Meseta                                       |                                                                                                 |
| Eurasien  | Alpidisches System                     | Dinaric-Grecian Mountains                            |                                                                                                 |
| Eurasien  | Alpidisches System                     | Dinaric-Grecian Mountains                            | Pindus                                                                                          |
| Eurasien  | Alpidisches System                     | Andalusian Lowlands                                  |                                                                                                 |
| Eurasien  | Alpidisches System                     | Corsardinian Highlands                               |                                                                                                 |
| Eurasien  | Alpidisches System                     | Baetic Cordillera                                    |                                                                                                 |
| Eurasien  | Alpidisches System                     | Hungarian Basin                                      |                                                                                                 |
| Eurasien  | Alpidisches System                     | Transylvanian Basin                                  |                                                                                                 |
| Eurasien  | Alpidisches System                     | Central Balkan Ranges                                |                                                                                                 |
| Eurasien  | Alpidisches System                     | Carpathians                                          |                                                                                                 |
| Eurasien  | Alpidisches System                     | Kaukasus                                             |                                                                                                 |
| Eurasien  | Alpidisches System                     | Kaukasus                                             | Greater Caucasus                                                                                |
| Eurasien  | Alpidisches System                     | Kaukasus                                             | Lesser Caucasus                                                                                 |
| Eurasien  | Alpidisches System                     | Kaukasus                                             | Transcaucasian Depressian                                                                       |
| Eurasien  | Alpidisches System                     | Kaukasus                                             | Kolkhida Lowland                                                                                |
| Eurasien  | Europäische Ebene                      | Aquitanische Becken                                  |                                                                                                 |
| Eurasien  | Europäische Ebene                      | Niederlande                                          |                                                                                                 |
| Eurasien  | Europäische Ebene                      | Norddeutsches Tiefland                               |                                                                                                 |
| Eurasien  | Europäische Ebene                      | Polnisches Sumpfland                                 |                                                                                                 |
| Eurasien  | Europäische Ebene                      | Dnepr Tiefland                                       |                                                                                                 |
| Eurasien  | Europäische Ebene                      | Wolhynische-Podolische Platte                        |                                                                                                 |
| Eurasien  | Europäische Ebene                      | Wallachische Tiefebene                               |                                                                                                 |
| Eurasien  | Europäische Ebene                      | Asowsche Ebene                                       |                                                                                                 |
| Eurasien  | Europäische Ebene                      | Siwerskyj Donez-Asow-Plateau                         |                                                                                                 |
| Eurasien  | Europäische Ebene                      | Zentralrussische Höhen                               |                                                                                                 |
| Eurasien  | Europäische Ebene                      | Oka-Don Tiefland                                     |                                                                                                 |
| Eurasien  | Europäische Ebene                      | Osteuropäische Ebene                                 |                                                                                                 |
| Eurasien  | Ural                                   | Nordural                                             |                                                                                                 |
| Eurasien  | Ural                                   | Mittlerer Ural                                       |                                                                                                 |
| Eurasien  | Ural                                   | Südlicher Ural                                       |                                                                                                 |
| Eurasien  | Zagros                                 |                                                      |                                                                                                 |
| Eurasien  | Hochländer des Nahen Ostens            | Bitlis-Gebirge                                       |                                                                                                 |
| Eurasien  | Hochländer des Nahen Ostens            | Kopet-Dag                                            |                                                                                                 |
| Eurasien  | Hochländer des Nahen Ostens            | Elburs-Gebirge                                       | Westlicher Elburs                                                                               |
| Eurasien  | Hochländer des Nahen Ostens            | Elburs-Gebirge                                       | Mittlerer Elburs                                                                                |
| Eurasien  | Hochländer des Nahen Ostens            | Elburs-Gebirge                                       | Östlicher Elburs                                                                                |
| Eurasien  | Hochländer des Nahen Ostens            | Zentraliranisches Plateau                            | Dascht-e Kawir                                                                                  |
| Eurasien  | Hochländer des Nahen Ostens            | Zentraliranisches Plateau                            | Dascht-e Lut                                                                                    |
| Eurasien  | Hochländer des Nahen Ostens            | Pontus-Gebirge                                       |                                                                                                 |
| Eurasien  | Hochländer des Nahen Ostens            | Taurusgebirge                                        |                                                                                                 |
| Eurasien  | Hochländer des Nahen Ostens            | Anatolisches Plateau                                 |                                                                                                 |
| Eurasien  | Fruchtbarer Halbmond                   |                                                      |                                                                                                 |
| Eurasien  | Westsibirisches Tiefland               | Taiga                                                |                                                                                                 |
| Eurasien  | Westsibirisches Tiefland               | Kasachensteppe                                       |                                                                                                 |
| Eurasien  | Mittelsibirisches Bergland             | Jenissei-Horst                                       |                                                                                                 |
| Eurasien  | Mittelsibirisches Bergland             | Ebene um Irkutsk                                     |                                                                                                 |
| Eurasien  | Mittelsibirisches Bergland             | Wiljui-Ebene                                         |                                                                                                 |
| Eurasien  | Mittelsibirisches Bergland             | Aldan Becken                                         |                                                                                                 |
| Eurasien  | Mittelsibirisches Bergland             | Jakutskbecken                                        |                                                                                                 |
| Eurasien  | Ostsibirische Hochländer               | Anadyrgebirge                                        |                                                                                                 |
| Eurasien  | Ostsibirische Hochländer               | Kolymagebirge                                        |                                                                                                 |
| Eurasien  | Ostsibirische Hochländer               | Kamtschatka                                          |                                                                                                 |
| Eurasien  | Ostsibirische Hochländer               | Werchojansker Gebirge                                |                                                                                                 |
| Eurasien  | Ostsibirische Hochländer               | Stanowoigebirge                                      |                                                                                                 |
| Eurasien  | Ostsibirische Hochländer               | Sichote-Alin                                         |                                                                                                 |
| Eurasien  | Ostsibirische Hochländer               | Sachalin                                             |                                                                                                 |
| Eurasien  | Nordasiatische Gebirge                 | Kentei Hills                                         |                                                                                                 |
| Eurasien  | Zentralasien                           | Altai                                                |                                                                                                 |
| Eurasien  | Zentralasien                           | Taklamakan                                           |                                                                                                 |
| Eurasien  | Zentralasien                           | Baikalbecken                                         |                                                                                                 |
| Eurasien  | Zentralasien                           | Dsungarisches Becken                                 |                                                                                                 |
| Eurasien  | Zentralasien                           | Gobi                                                 |                                                                                                 |
| Eurasien  | Zentralasien                           | Qaidam-Becken Zaidam/Tsaidam/Qinghai/Qaidam-Becken   |                                                                                                 |
| Eurasien  | Nordindische Ebene                     |                                                      |                                                                                                 |
| Eurasien  | Himalaya                               | Hindukush                                            |                                                                                                 |
| Eurasien  | Himalaya                               | Niederer Himalaya                                    |                                                                                                 |
| Eurasien  | Himalaya                               | Hochhimalaya                                         |                                                                                                 |
| Eurasien  | Himalaya                               | Tethys Himalaya                                      |                                                                                                 |
| Eurasien  | Himalaya                               | Pamir                                                |                                                                                                 |
| Eurasien  | Himalaya                               | Tibetisches Plateau                                  |                                                                                                 |
| Eurasien  | Dekkan                                 | Westghats                                            |                                                                                                 |
| Eurasien  | Dekkan                                 | Ostghats                                             |                                                                                                 |
| Eurasien  | Dekkan                                 | Nagpur Becken                                        |                                                                                                 |
| Eurasien  | Dekkan                                 | Vindhyagebirge                                       |                                                                                                 |
| Eurasien  | Dekkan                                 | Satpuragebirge                                       |                                                                                                 |
| Eurasien  | Dekkan                                 | Bihar Hügellandschaft                                |                                                                                                 |